# ان الکو اوریچیچ
ان الکو اوریچیچ (صربی: Anđelko Đuričić؛ زادهٔ ۲۱ نوامبر ۱۹۸۰) یک بازیکن فوتبال اهل صربستان است.

## تیم ملی
وی همچنین در تیم ملی فوتبال صربستان بازی کرده است.